# 蒙戈爾菲耶冰川
64°47′S 62°15′W / 64.783°S 62.250°W
蒙戈爾菲耶冰川是南極洲的冰川，位於葛拉漢地西岸，該冰川在1956至1957年由英國的探險隊繪入地圖，該冰川以法國的造紙者命名。